# コミュニティフリッジひまわり
コミュニティフリッジひまわり（Community Fridge Himawari）は、福島県にある公共冷蔵庫（Community Fridge：コミュニティフリッジ）であり、「困った時はお互いさま」という精神をテーマに運営されている。運営団体は、NPO法人チームふくしま。お互いさまの街ふくしまの事業の一環として行っている。

## 設立背景
コミュニティフリッジひまわりは、福島県内で食料支援の取り組みとして設立された。元々、公共冷蔵庫は欧米を中心に普及していたが、日本においても、コロナ禍における経済情勢の悪化や、昨今の価格高騰により、普及し始めた。
日本では、岡山県で最初の公共冷蔵庫が設立され、以降様々な地域で開設されている。

## 沿革
2022年2月3日　福島市のアパートの一室に、コミュニティフリッジひまわり開設。
その後、地元スーパーの協力の下、市内の別の町に移転。
2022年9月　利用者数は約60世帯に。
2022年10月　利用者数は約80世帯に。
2023年5月　利用者数は約100世帯に。
2025年5月　利用者数は約120世帯に。
近年の物価上昇の下、フリッジの食品の減りは早いため、食料の安定供給の確保が当面の課題であると認識されている。

## システム
コミュニティフリッジひまわりは、食料や日用品といった生活必需品の提供を目的とした公共冷蔵庫である。利用者は事前登録制になっており、登録されるとフリッジを利用できるようになる。
フリッジ内には冷蔵庫、冷凍庫、棚などが備えられており、寄付された食料・日用品が並んでいる。
利用者はスマートフォンを利用してドアの開閉ができるため、無人での利用が可能となっている。これにより、人目を気にせずフリッジを利用することができる。
部屋には、食料品以外にも、就職支援情報や、その他有益な情報が提供されており、食料にとどまらない支援が行われている。
また、メッセージボードが設置されており、利用者からのメッセージが多々寄せられる。このメッセージは公式Facebookにて紹介されている。
公共冷蔵庫のアパートタイプという形式に限定すれば、日本初の試みである。

## 登録制度
利用者は事前登録が必要。
対象者は、福島県在住で、児童扶養手当や就学援助を受給する親子、または福島県在住で奨学金を受給する学生。

## 協力団体と支援活動
コミュニティフリッジひまわりは、「フードプレゼンター」と呼ばれる地元住民からの食料・日用品の寄付と、企業からの寄付、そしてオンラインの「スマートサプライ」を活用して、利用者へ食料や日用品を提供している。
プロジェクトの拠点となっているアパートは、地元のスーパーマーケットから本プロジェクトのために提供されたもの。さらに、地元の福祉作業所が協力し、フリッジ内の整理整頓と清掃活動を行い、プロジェクトの運営を支援している。この協力体制により、コミュニティフリッジひまわりは食料等の支援を行い、地域社会に貢献している。